# Danske domkirker
Listen over danske domkirker afspejler den kirkelige inddeling af Danmark gennem tiden. En del domkirker ligger i dag uden for rigets grænser (således Lund og Slesvig), andre tidligere domkirker har mistet deres status til fordel for andre eller som følge af stifternes omlægning (Børglum, Dalby og Vestervig).
Færøerne og Grønland har i dag hver sin egen domkirke.

## Liste over Kongeriget Danmark domkirker
- Den danske folkekirkes domkirker i Kongeriget Danmark:
  - Budolfi Kirke (Aalborg) i Aalborg Stift
  - Haderslev Domkirke (Haderslev) i Haderslev Stift
  - Maribo Domkirke (Maribo) i Lolland-Falsters Stift
  - Ribe Domkirke (Ribe) i Ribe Stift
  - Roskilde Domkirke (Roskilde) i Roskilde Stift
  - Sankt Knuds Kirke (Odense) i Fyens Stift
  - Sankt Olai Kirke (Helsingør) i Helsingør Stift
  - Havnar Kirke (Thorshavn) i Færøernes Stift
  - Viborg Domkirke (Viborg) i Viborg Stift
  - Vor Frelser Kirke (Nuuk) i Grønlands Stift
  - Vor Frue Kirke (København) i Københavns Stift
  - Aarhus Domkirke (Aarhus) i Århus Stift
- Den danske romerskkatolske kirkes domkirke i Kongeriget Danmark:
  - Sankt Ansgars Kirke (København) i Bispedømmet København

## Tidligere danske domkirker
- Vor Frue Kirke i Odense (før Sankt Knuds Kirke)
- Vestervig Kirke (indtil 1130, da bispesædet flyttedes til Børglum)
- Børglum Kirke (domkirke indtil 1554)
- Lund Domkirke i Lund i Skåne (nu Sverige)
- Slesvig Domkirke i Slesvig by i Sydslesvig (nu Tyskland)
- Dalby Kirke i det sydvestlige Skåne, 1060-1066
- Vor Frue Kirke i Aarhus (før Sankt Nicolai kirke)